# Celda de Edison-Lalande

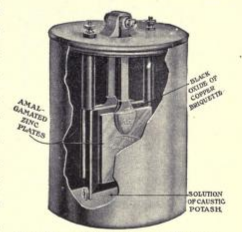
Celda Edison-Lalande

La célula de Edison-Lalande era un tipo de pila primaria alcalina desarrollada por Thomas Edison de un diseño anterior por Felix Lalande y Georges Chaperon. Se trataba de placas de óxido de cobre y zinc en una solución de hidróxido de potasio.  El voltaje de la célula fue bajo (aproximadamente 0,75 voltios), pero la resistencia interna también fue baja, por lo que estas células eran capaces de suministrar grandes corrientes.

## Química
```
Zn
0
 + 4OH
-
 -> [Zn(OH
4
)]
2-
 + 2e
-
```

```
CuO + H
2
O + 2e
-
 -> Cu
0
 + 2OH
-
```